# Nasser al-Qidwa
Nasser al-Qidwa (en arabe : ناصر القدوة) est un homme politique palestinien né en avril 1953. 

## Biographie
Il est le neveu de Yasser Arafat. Après des études d’odontologie à l'université du Caire et dans l'ex-Yougoslavie, il rejoint le Fatah. 
En 1975, il devient membre du Conseil national palestinien et en 1981, il entre au Comité central de l'OLP.
En 1991, il devient l'observateur de la Palestine à l'ONU, jusqu'en 2005, lorsqu'il est nommé ministre des Affaires étrangères dans le gouvernement d'Ahmed Qoreï à la place de Nabil Shaath. En 2006, il est remplacé par Mahmoud al-Zahar dans le gouvernement Ismaël Haniyeh.
Proche de Marwan Barghouti, il prend part à une liste concurrente du Fatah lors des élections législatives palestiniennes de 2021.